# MCA Records
MCA Records — американская звукозаписывающая компания, принадлежащая Music Corporation of America (MCA).

## История компании
MCA занялась звукозаписывающим бизнесом в 1962, когда приобрела американский филиал британской Decca Records (основан в 1934 году). Приобретённые активы также включали Coral Records и Brunswick Records. Кроме всего прочего, американское подразделение Decca владело Universal Pictures. После покупки MCA превратила Universal в одну из лучших кинокомпаний в стране. В 1966 году MCA создала Uni Records, а в 1967 году приобрела Kapp Records.
В 1970 году MCA реорганизовала её канадскую компанию Compo Company Ltd. в MCA Records (Canada).
В 1971 году MCA консолидировала свои компании Decca, Kapp и Uni в MCA Records со штаб-квартирой в Юниверсал Сити, Калифорния.
Первым релизом новой компании в США стала песня 1972 года Crocodile Rock Элтона Джона, ранее представляющего Uni Records.

## Музыканты MCA Records
- Aqua
- Kim Wilde
- Bell Biv Devoe
- Mary J. Blige
- Beijing Spring
- Blackalicious
- Blink-182
- Boston
- Bobby Brown
- Budgie
- Glenn Frey
- Jimmy Buffett
- The Cardigans
- Belinda Carlisle
- Cher
- J Dilla
- Colosseum II
- Common
- Alice Cooper
- The Crusaders
- Kiki Dee (Rocket/MCA)
- Neil Diamond
- Joe Dolce
- Sheena Easton
- The Fixx
- Flotsam and Jetsam
- Guy
- Aaron Hall
- Damion Hall
- Anthony Hamilton
- Tasha Holiday
- Rupert Holmes
- II D Extreme
- Immature
- Jodeci
- Elton John
- K-Ci & JoJo
- Krokus
- July For Kings
- B.B. King
- Femi Kuti
- Leapy Lee
- London Jones
- Lynyrd Skynyrd
- Patti Labelle
- Meat Loaf
- Dannii Minogue
- Monteco
- Gary Moore
- Musical Youth
- New Edition
- New Found Glory
- Olivia Newton-John
- Night Ranger
- Kardinal Offishall
- Tom Petty and the Heartbreakers
- Poco
- Jesse Powell
- Ralph Tresvant
- Raven-Symone
- Ready for the World
- The Roots
- Buffy Sainte-Marie
- Telly Savalas
- Neil Sedaka (Rocket/MCA)
- Shai
- Soul for Real
- Spinal Tap
- Spyro Gyra
- Stackridge
- Sublime
- Triumph
- Trixter
- Tracey Ullman (Stiff/MCA)
- The Who (только в США и Канаде)
- Wishbone Ash
- Diamond Head
- Dance Hall Crashers